# Steve Biko
Stephen Biko (King William's Town, 18 de diciembre de 1946-Pretoria, 12 de septiembre de 1977) fue un activista sudafricano antiapartheid. Ideológicamente nacionalista y socialista africano, estuvo a la vanguardia de una campaña de base contra el apartheid conocida como el Movimiento de Conciencia Negra durante los años 60 y 70. Sus ideas fueron articuladas en una serie de artículos publicados bajo el seudónimo de Frank Talk.
Criado en una pobre familia xhosa, Biko creció en el municipio de Ginsberg en la provincia del Cabo Oriental. En 1966, comenzó a estudiar medicina en la Universidad de Natal, donde se unió a la Unión Nacional de Estudiantes de Sudáfrica (NUSAS). A diferencia del sistema de apartheid de segregación racial y gobierno de minorías blancas en Sudáfrica, Biko se sintió frustrado de que la Unión Nacional de Estudiantes Sudafricanos (NUSAS, por sus siglas en inglés) y otros grupos antiapartheid estuvieran dominados por liberales blancos, en lugar de por los negros más afectados por el apartheid. Creía que los liberales blancos bien intencionados no comprendieron la experiencia negra y a menudo actuaban de manera paternalista. Desarrolló la opinión de que para evitar la dominación blanca, los negros tenían que organizarse de forma independiente, y para ello se convirtió en una figura destacada en la creación de la Organización de Estudiantes de Sudáfrica (SASO) en 1968. La membresía estaba abierta sólo a los "negros", un término que Biko utilizaba en referencia no sólo a los africanos de habla bantú, sino también a los mestizos y los indios. Tuvo cuidado de mantener su movimiento independiente de los liberales blancos, pero se opuso al movimiento antiblanco y tenía amigos blancos. El gobierno del Partido Nacional de la minoría blanca fue inicialmente de apoyo, viendo la creación de SASO como una victoria para el ethos del apartheid del separatismo racial.

## Biografía
Bantu Stephen Biko nació el 18 de diciembre de 1946, en la casa de su abuela en Tarkastad, Cabo Oriental. Era el tercer hijo de Mzingaye Mathew Biko y Alice 'Mamcete' Biko. Tuvo una hermana mayor, Bukelwa, un hermano mayor, Khaya, y una hermana menor, Nobandile.
Se educó en Lovedale College, y obtuvo su bachillerato en Mariannhill, una institución católica de Natal.

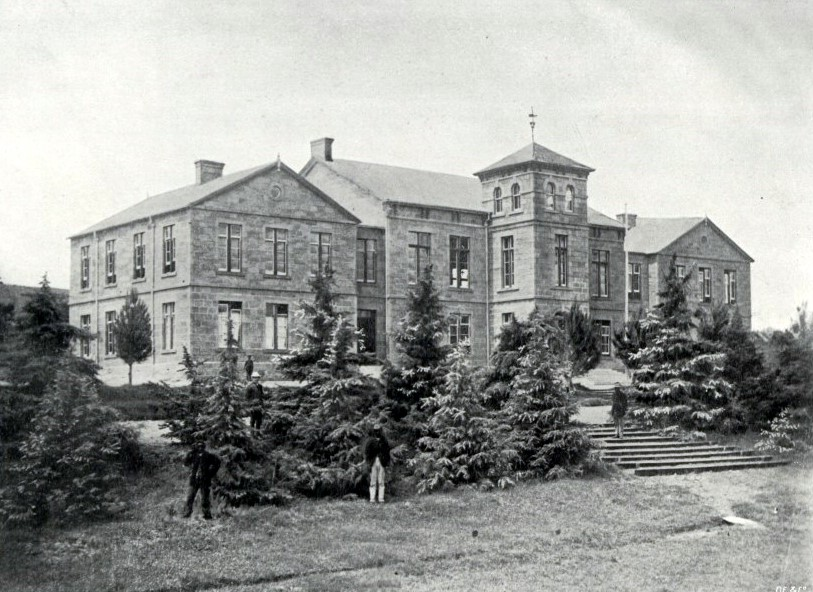
Biko fue educado brevemente en el internado Lovedale.

En 1966 ingresó en la Universidad de Natal para estudiar medicina. Inicialmente, Biko estaba interesado en estudiar derecho en la universidad, pero muchos de quienes lo rodeaban lo desaconsejaban, creyendo que el derecho estaba demasiado entrelazado con el activismo político. En lugar de ello, lo convencieron de que eligiera medicina, una disciplina que se pensaba que ofrecía mejores perspectivas profesionales. Obtuvo una beca y en 1966 ingresó en la Facultad de Medicina de la Universidad de Natal. Allí, se unió a lo que su biógrafa Xolela Mangcu llamó "un grupo de estudiantes particularmente sofisticado y cosmopolita" de toda Sudáfrica, muchos de ellos desempeñaron posteriormente papeles destacados en la era post-apartheid. El final de la década de 1960 fue el apogeo de la política estudiantil radical en todo el mundo, como se reflejó en las protestas de 1968, y Biko estaba ansioso por involucrarse en este entorno. Poco después de llegar a la universidad, fue elegido miembro del Consejo Representativo de Estudiantes (SRC).
La SRC era parte de la Unión Nacional de Estudiantes de Sudáfrica (NUSAS) pero consideraba que esta se encontraba controlada por estudiantes blancos ya que la gran mayoría eran estudiantes blancos. Entonces en 1968 fundó la Asociación de Estudiantes Sudafricanos (SASO), de la que fue nombrado presidente. SASO fue una de las primeras organizaciones de la "Conciencia Negra" que emergió. Definió «lo negro» de manera diferente a como lo había hecho el Congreso Nacional Africano de Nelson Mandela (hasta alrededor de 1965) ya que incluía no solo a los africanos negros, sino también a todos los ciudadanos que el Estado del apartheid designaba como «no blancos» (las razas mezcladas, los mulatos y los indios).
Biko desarrolló la ideología de SASO de "Conciencia Negra" en conversación con otros líderes estudiantiles negros. Un manifiesto de política de SASO producido en julio de 1971 definió esta ideología como "una actitud de mente, una forma de vida. El principio básico de la Conciencia Negra es que el Negro debe rechazar todos los sistemas de valores que buscan convertirlo en extranjero en el país de su nacimiento y reducir su dignidad humana básica". La Conciencia Negra se centró en el empoderamiento psicológico, a través de la lucha contra los sentimientos de inferioridad que la mayoría de los sudafricanos negros mostraban. Biko creía que, como parte de la lucha contra el apartheid y el gobierno de la minoría blanca, los negros debían afirmar su propia humanidad considerándose a sí mismos como dignos de libertad y sus responsabilidades. Aplicó el término "negro" no sólo a los africanos de habla bantú, sino también a los indios y la gente de color. SASO adoptó este término sobre el término "no blanco" porque su liderazgo sentía que definirse en oposición a los blancos no era una descripción positiva. Biko promovió el eslogan "Black is beautiful", explicando que esto significaba "Hombre, estás bien como eres. Empieza a mirarte a ti mismo como un ser humano".
Por estas actividades, Biko fue expulsado de la universidad. En 1972 fundó el Programa de la Comunidad Negra, en Durban, «para el desarrollo político y socioeconómico de los hermanos de la comunidad negra de Sudáfrica y estimular de esa manera las acciones positivas para la autoemancipación del inhumano sojuzgamiento del apartheid».
Entre los proyectos de este programa estaba la publicación de la Revista Negra, un esfuerzo por analizar las tendencias de las corrientes políticas, y de la cual Biko era el editor. En febrero de 1973 la Revista Negra fue cerrada y Biko quedó en arresto domiciliario. Se le prohibió participar en ninguna actividad de ninguna organización, y fue confinado por cinco años en su ciudad natal, King William's Town.
Estos actos de violencia estatal sólo aumentaron la lucha emancipadora de Biko. Continuó trabajando en la sucursal de la Comunidad Negra de la King William's Town, y comenzó a estudiar Derecho, por correspondencia. En diciembre de 1975 sus prohibiciones aumentaron e incluso se le impidió trabajar en el programa comunal.
En 1975 fundó el Zimele Trust Fund (para ayudar a los presos políticos y sus familiares) y el Ginsberg Educational Trust (para ayudar a los estudiantes víctimas de la persecución racista).
En 1976 fue elegido secretario general de esta organización. En el mismo año, la Convención del Pueblo Negro (BPC) efectuó su congreso en Durban a la que Biko no pudo concurrir. La BPC lo eligió presidente honorario.

## La masacre de estudiantes de Soweto (16 de junio de 1976)
El 16 de junio de 1976 ocurrió la masacre de estudiantes de Soweto, quienes realizaron la manifestación con el fin de oponerse a las políticas educativas que instalaba el Partido Nacional durante el régimen del apartheid. De esta manera, los líderes de Soweto pidieron al Gobierno de Sudáfrica que negociara el futuro del país con Nelson Mandela, Roberto Sobukwe y Steve Biko.
Dada la importancia que jugó Biko y el Movimiento de Conciencia Negra (BCM por sus siglas en inglés) en la organización y posterior levantamiento de Soweto, las autoridades comenzaron a señalarlo como culpable con insistencia. Por ello, después de estos sucesos, Biko fue detenido en varias ocasiones. En agosto de 1976, fue arrestado y condenado a confinamiento solitario por 101 días. En marzo de 1977 nuevamente fue arrestado, detenido y liberado bajo fianza. En julio de 1977 se le aplicó el mismo procedimiento. Nunca fue acusado de actos de violencia (estas acusaciones solo vendrían después de su asesinato).

## Asesinato
El 18 de agosto de 1977, Biko fue detenido en un retén policial en Puerto Elizabeth, y encarcelado bajo la Ley Antiterrorista n.º 83 de 1967. Biko fue arrestado por haber violado la orden que lo restringía a King William's Town. Se han hecho afirmaciones sin fundamento de que los servicios de seguridad estaban al tanto del viaje de Biko a Ciudad del Cabo y que se había puesto el control de carretera para capturarlo.
Permaneció detenido sin juicio durante 533 días, tiempo durante el cual fue interrogado en numerosas ocasiones.Fue interrogado por agentes de la policía de seguridad (que incluían a Harold Snyman y Gideon Nieuwoudt). El interrogatorio tuvo lugar en la Sala de Policía 619 (un reconocido centro de torturas) del Edificio Sanlam, en Puerto Elizabeth. El interrogatorio duró 22 horas e incluyó la tortura y las palizas que le provocaron el estado de coma.
Desde allí fue llevado (posiblemente el 20 de agosto) hasta la comisaría de Walmer, en un suburbio de Puerto Elizabeth, donde fue encadenado inconsciente a la reja de una ventana durante todo un día. Se presume que mientras estaba en este sitio sufrió otra lesión importante en el cráneo.
Veinte días después, el 11 de septiembre de 1977, la policía lo cargó desnudo y esposado en la parte trasera de un Land Rover y lo trasladó 1100 km hasta una prisión con instalaciones hospitalarias en Pretoria ―en realidad podría haber sido hospitalizado en el mismo Puerto Elizabeth―. Estaba casi muerto debido a las lesiones anteriores. Falleció poco después de su llegada a la prisión de Pretoria, el 12 de septiembre. La policía afirmó que su muerte había sido resultado de una prolongada huelga de hambre, pero la autopsia reveló múltiples contusiones y abrasiones y que, en última instancia, había muerto debido a una hemorragia cerebral generada por lesiones masivas en el cráneo, que muchos consideraron como una evidencia de que había sido brutalmente golpeado por sus captores, posiblemente con un palo.
Las noticias de la muerte de Biko se extendieron rápidamente por todo el mundo, y se convirtieron en símbolo de los abusos del sistema del apartheid. Su muerte atrajo más atención global de la que había alcanzado durante su vida. Se celebraron reuniones de protesta en varias ciudades; muchos se sorprendieron de que las autoridades de seguridad mataran a un líder disidente tan prominente. El funeral anglicano de Biko, celebrado el 25 de septiembre de 1977 en el estadio Victoria de King William Town, tardó cinco horas y contó con la asistencia de unas 20.000 personas.

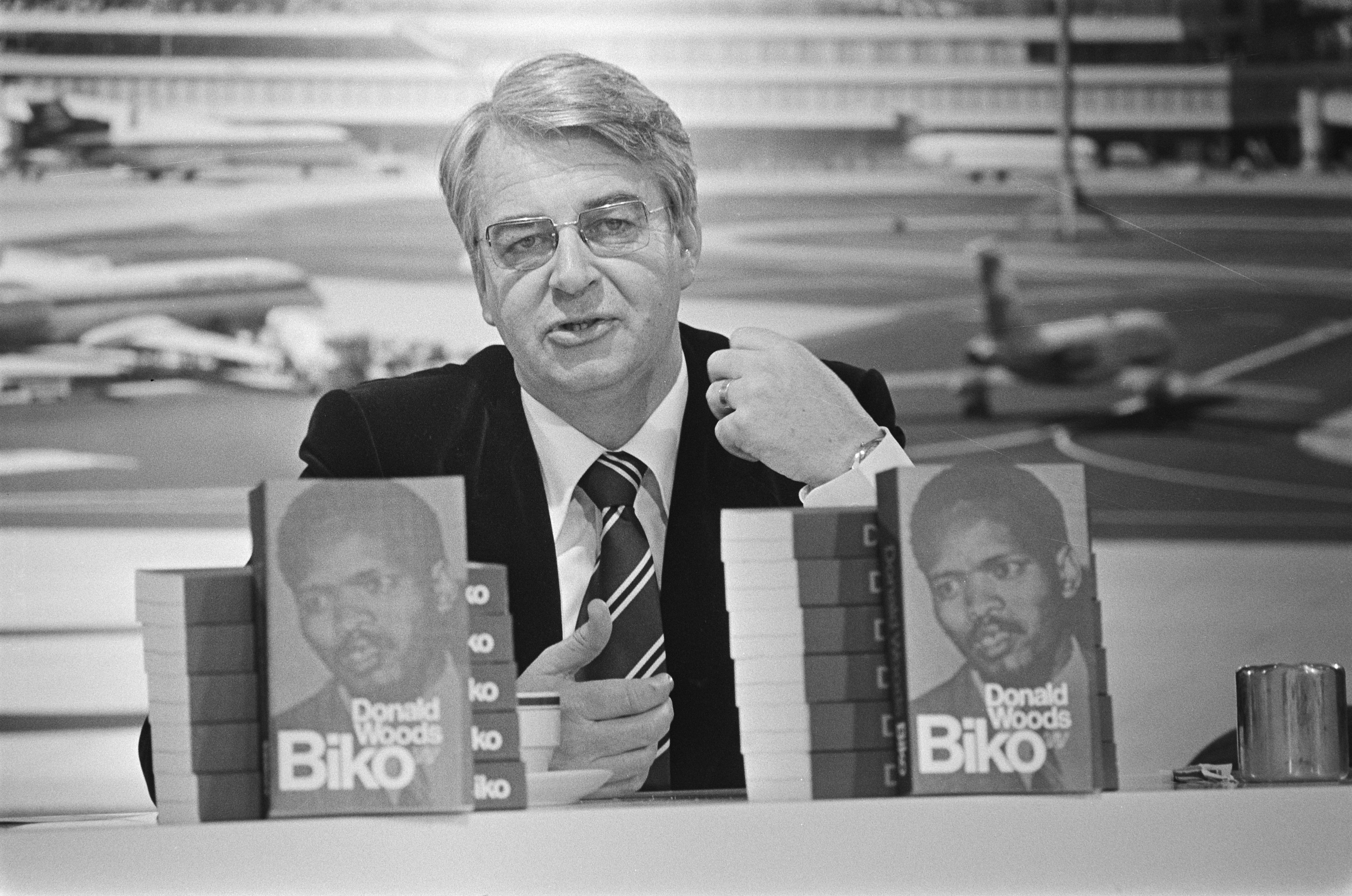
Biko se hizo amigo cercano del activista liberal blanco Donald Woods, quien escribió un libro sobre Biko después de su muerte.

La verdad acerca de la muerte de Biko fue expuesta por Donald Woods, periodista, editor y amigo íntimo de Biko, junto con Helen Zille, quien más tarde sería la líder del partido político Alianza Democrática.
Fue la 23.a persona que murió en extrañas circunstancias en los calabozos de Sudáfrica.

## Vida personal
Steve se casó con Ntsiki Mashalaba en 1970. De este matrimonio nacieron dos hijos: Nkosinathi, en 1971; y Samora.
Biko también tuvo otros hijos de relaciones fuera del matrimonio:  
- de Mamphela Ramphele, tiene una hija, Lerato, nacida en 1974 pero que murió dos meses después de neumonía. De esta relación tiene también un hijo póstumo, Hlumelo, nacido en 1978;
- de Lorraine Tabane, tuvo una hija, Motlatsi, nacida en 1977.

## Homenajes póstumos

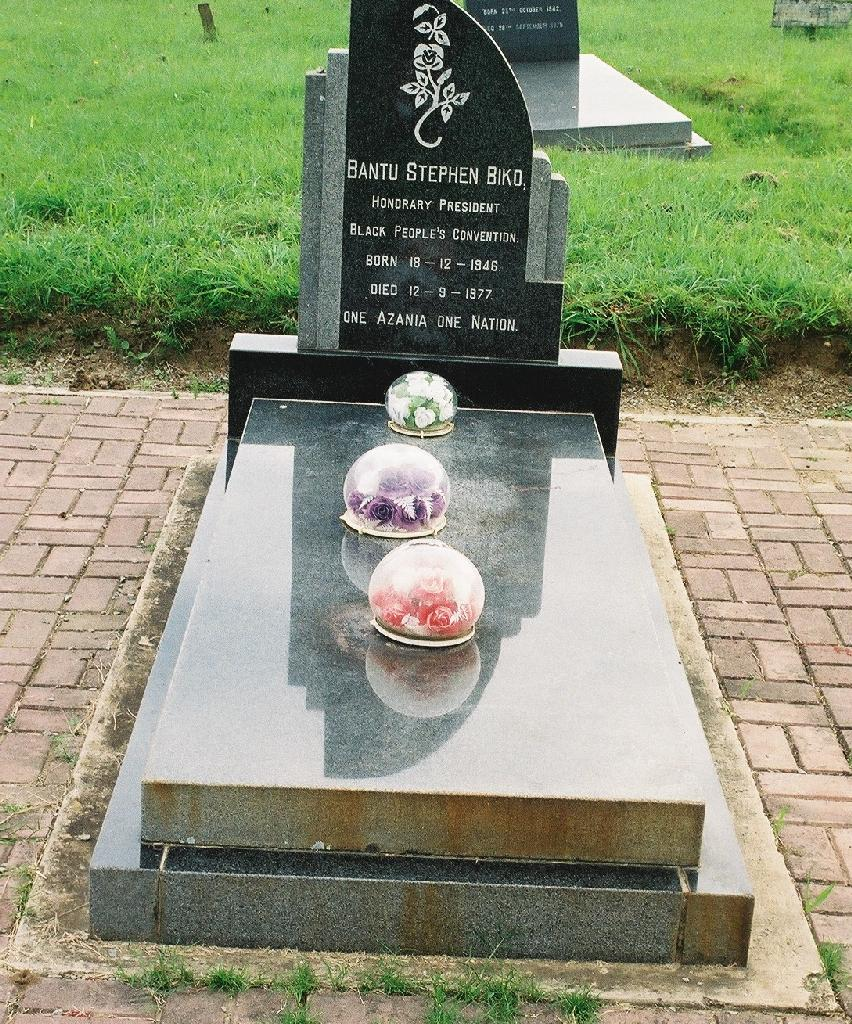
Tumba de Biko en King William's Town

Stephen Biko se convirtió en un símbolo del movimiento negro y por la igualdad de derechos, más allá de las diferencias de raza o de cualquier índole.
- El periodista sudafricano Donald Woods escribió dos libros como denuncia por el asesinato de Biko en manos del gobierno racista: Asking for Troubles y Biko.
- En mayo de 1980, el músico británico Peter Gabriel lanzó su tercer álbum como solista: Peter Gabriel III (También conocido como Melt), el cual contiene una canción titulada "Biko", en memoria del líder sudafricano. Esta canción también fue grabada por Joan Baez (en 1987), Simple Minds (en 1989), Manu Dibango (en 1994), Ray Wilson, y Paul Simon (en 2010).
- En 1987, el cineasta británico Richard Attenborough filmó la película Cry Freedom ―basada en los dos libros de Donald Woods y protagonizada por Denzel Washington―, acerca de la vida y muerte de Steve Biko.
- El grupo de reggae Steel Pulse tiene una canción en homenaje a Steve Biko.
- En 1993, la banda neoyorquina de hip hop A Tribe Called Quest dedicó un homenaje con su canción «Steve Biko (stir it up)», de su disco Midnight Marauders.
- Steve Biko aparece mencionado también en la canción "Asimbonanga" de Johnny Clegg & Savuka a modo de homenaje, junto a Victoria Mxenge (otra activista del movimiento antiapartheid).
- En 2016, por motivo del 70.º aniversario de su nacimiento, Google dedica su página de inicio a Steve Biko.